# Simulador

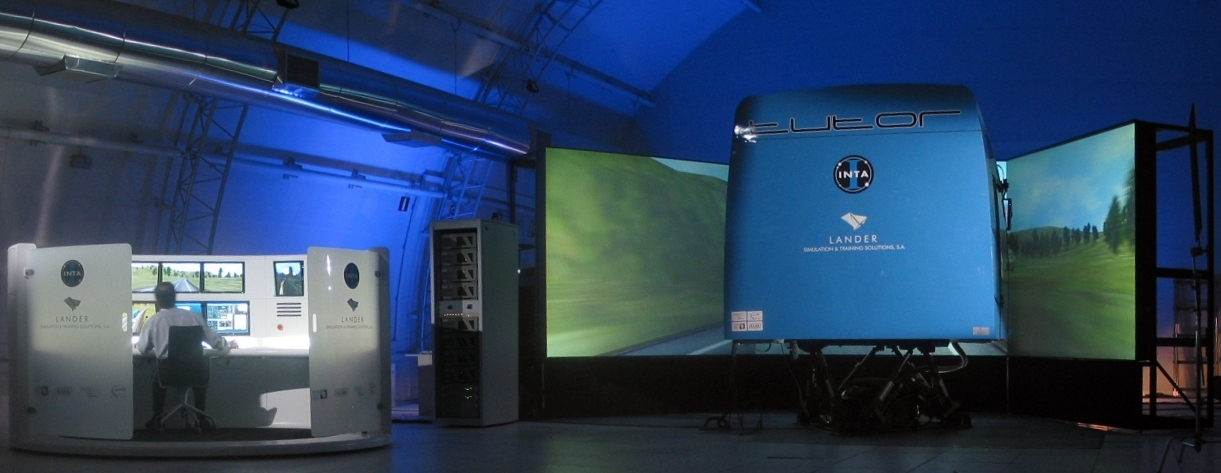
TUTOR, simulador misto de ônibus e caminhões. Desenvolvido por Lander Simulation & Training Solutions, S.A. Instalado em 2004 no INTA, Espanha.

Um simulador é um aparelho/software capaz de reproduzir e simular o comportamento de algum  sistema. Os simuladores reproduzem fenómenos e sensações que na realidade não estão ocorrendo. 
Um simulador pretende reproduzir tanto as sensações físicas (velocidade, aceleração, percepção de paisagens) como o comportamento dos equipamentos da máquina que se pretende simular, ou ainda de um qualquer produto final sem haver a necessidade de se gastar matéria prima, utilizar máquinas e mão-de-obra e gastar tempo. Para simular as sensações físicas pode-se recorrer a complexos mecanismos hidráulicos comandados por potentes computadores que mediante modelos matemáticos conseguem reproduzir sensações de velocidade e aceleração. Para reproduzir a paisagem exterior são empregados projeções de bases de dados de terreno (paisagem sintética).

## Simuladores espaciais

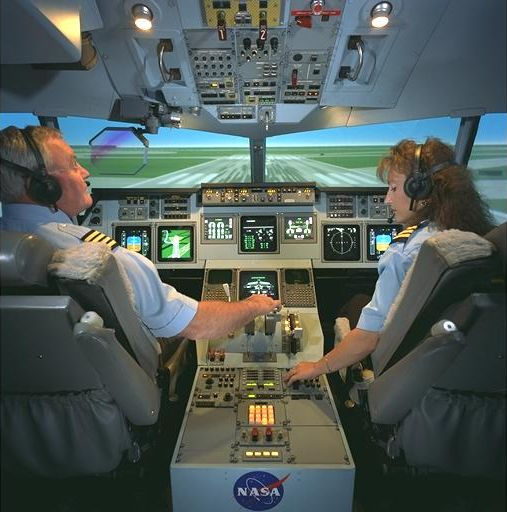
Simulador de voo.

Com exceção de rumos, norte e sul, sobre o meridiano ou leste e oeste sobre o equador, seguir outra direção cardeal ilustradas em mapas, obrigará aos navegantes percorrerem uma elipse em torno da terra que não levam ao lugar geométrico pretendido.
Segundo o ponto de vista euclidiano, a menor distância entre dois pontos é uma linha reta entretanto em grandes extensões na superfície terrestre a linha toma a forma da curvatura da terra. O arco de círculo que representa essa curva é o mesmo que une os dois pontos na superfície do planeta e chama-se Ortodromia. 
Explicado desse modo pode parecer correto seguir a carta Mercator, contudo a navegação sobre uma Ortodrómia exigirá constantes cálculos e mudanças de rumo, pois os arcos de círculo máximos que partem do observador nunca formarão ângulos constantes com os meridianos e dessa forma, a medida que a derrota aproxima o destino, o ângulo de referencia com o meridiano  final sofre um abatimento.
Uma das funções dos simuladores de rotas é compensar esse erro durante o percurso, mesmo com o auxilio de modernos instrumentos de navegação GPS .

## Simuladores Têxteis (vestuário ou não)

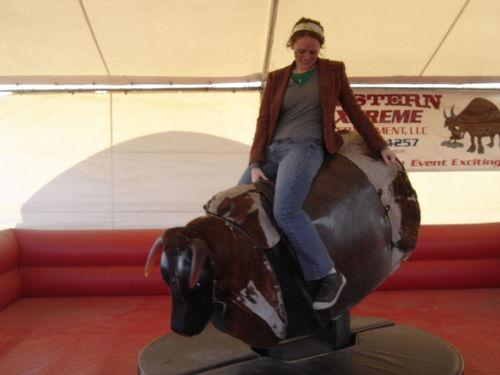
Um touro mecânico.

Dentro desta categoria inserem-se programas e/ou sítios na Internet que permitem que o utilizador e/ou visitante possa prever rapidamente o aspecto final da peça a produzir sem custos.
Pode o utilizador/visitante também ter acesso a um conjunto de ferramentas disponíveis como por exemplo a possibilidade de alterar o padrão do tecido para algo seu sem ter a necessidade de encomendar uma peça protótipo ou mais ainda de revelar algum padrão que seja ainda confidencial.
Pode também ter a possibilidade de ver o aspecto final da peça em utilização bastando para isso que o simulador tenha a opção de inserir o referido padrão num conjunto de situações pré-definidas e que mais uma vez não requerem a intervenção de mais ninguém sobretudo de modelos no caso do vestuário.

## Simuladores Agrícolas
Nos últimos anos, cada vez mais o agronegócio vem empregando máquinas agrícolas e recursos tecnológicos em seus processos no campo, visando aumentar os resultados da colheita, obter melhores resultados s e atender as expectativas do mercado. Mas para garantir o êxito na implantação desses maquinários, o homem do campo de hoje precisa treinar bem os operadores de máquinas para obter melhores resultados e aumentar as receitas, caso contrário, a falta de conhecimento poderá acarretar no mau uso do equipamento, que resulta em uma produtividade baixa. Por outro lado, se optarem por ministrar um programa de capacitação na lavoura, inúmeros desafios serão enfrentados.
A Simulação Virtual na agricultura ajuda a evitar alguns problemas, como: Desgaste de equipamentos, operadores sem experiência nas máquinas, perda parcial da plantação, altos prejuízos com treinamentos no fator tempo, máquina, perde de produto, entre outros.
O Simulador Virtual é um equipamento capaz de replicar o processo de colheita com total fidelidade e promover um ótimo programa de treinamento, não havendo assim a necessidade da empresa alocar tempo e recursos financeiros em processos ineficazes. Com ele, o responsável consegue identificar no simulador todas as dificuldades que o operador possui e corrigir as suas deficiências, o que não era possível no campo. Além disso, não há o risco de desgaste das máquinas agrícolas, assim como o gasto com insumos e manutenção. Ao final do programa de capacitação com o simulador, que demanda muito menos tempo da mão de obra e pode ser realizado em qualquer época do ano, o operário estará capacitado a passar por situações difíceis e não deixar que qualquer acidente ocorra, já que ele praticará todos os processos de colheita num ambiente simulado.

## Simuladores de Guindaste
A operação offshore de movimentação de cargas com guindastes é uma atividade fundamental e amplamente utilizada não só em plataformas petrolíferas como também em navios e cargueiros. Por se tratar de uma operação de alto risco, não há margem para erro. A qualidade do treinamento do profissional responsável pela operação é o que vai garantir a segurança e o sucesso na execução. O treinamento do operador pode ser realizado tanto na embarcação quanto em simuladores. Quando conduzido em embarcações, submete o futuro profissional a certos procedimentos que podem, muitas vezes, colocar sua vida e a vida de outras pessoas em risco. Os equipamentos também podem ser danificados nesse tipo de operação e colocar toda a operação em risco.
Alguns riscos na operação de Guindastes Offshore: Balanço, rompimento do cabo de aço, condições climáticas, reposição do quadro técnico, carregamento dinâmico, entre outros.
Normalmente existem três estações no Simulador de guindaste Offshore: uma é ocupada pelo operador do guindaste, outra pelo homem de área e a terceira pelo instrutor. Este último é responsável por testar e ensinar o aluno de acordo com as funcionalidades do sistema. Todas elas funcionam em rede no sistema, o que torna possível reproduzir uma condição real. A maior importância na utilização desses simuladores reside no fato de conseguir simular os riscos e habilitar o operador a resolvê-los em campo, algo que o treinamento tradicional não possui.

## Simulador de Direção
Desde que os simuladores de direção se tornaram obrigatórios para autoescolas por lei (01 de janeiro de 2016) pelo Contran (Conselho Nacional de Trânsito), diversas empresas se especializaram no desenvolvimento do software e hardware para regularizar as autoescolas. O equipamento aumenta a eficiência do curso preparatório para emissão da Carteira Nacional de Habilitação (CNH). Simuladores como o Simulador Virtuavias, recria diversas situações de trânsito dentro de uma grande cidade, permitindo um aumento da sensibilização das pessoas quanto aos problemas que podem ocorrer os grandes centros. Reproduz toda uma cidade virtual, com desníveis, cruzamentos, obstáculos, espaços muito pequenos, enfim. Permitindo assim a boa condução do trabalho e um aumento na percepção dos problemas e vícios que podem surgir quando o motorista acaba dirigindo no automático.

## Tipos de simuladores
- Simulador Ferroviário
- Simulador de Ponte Rolante

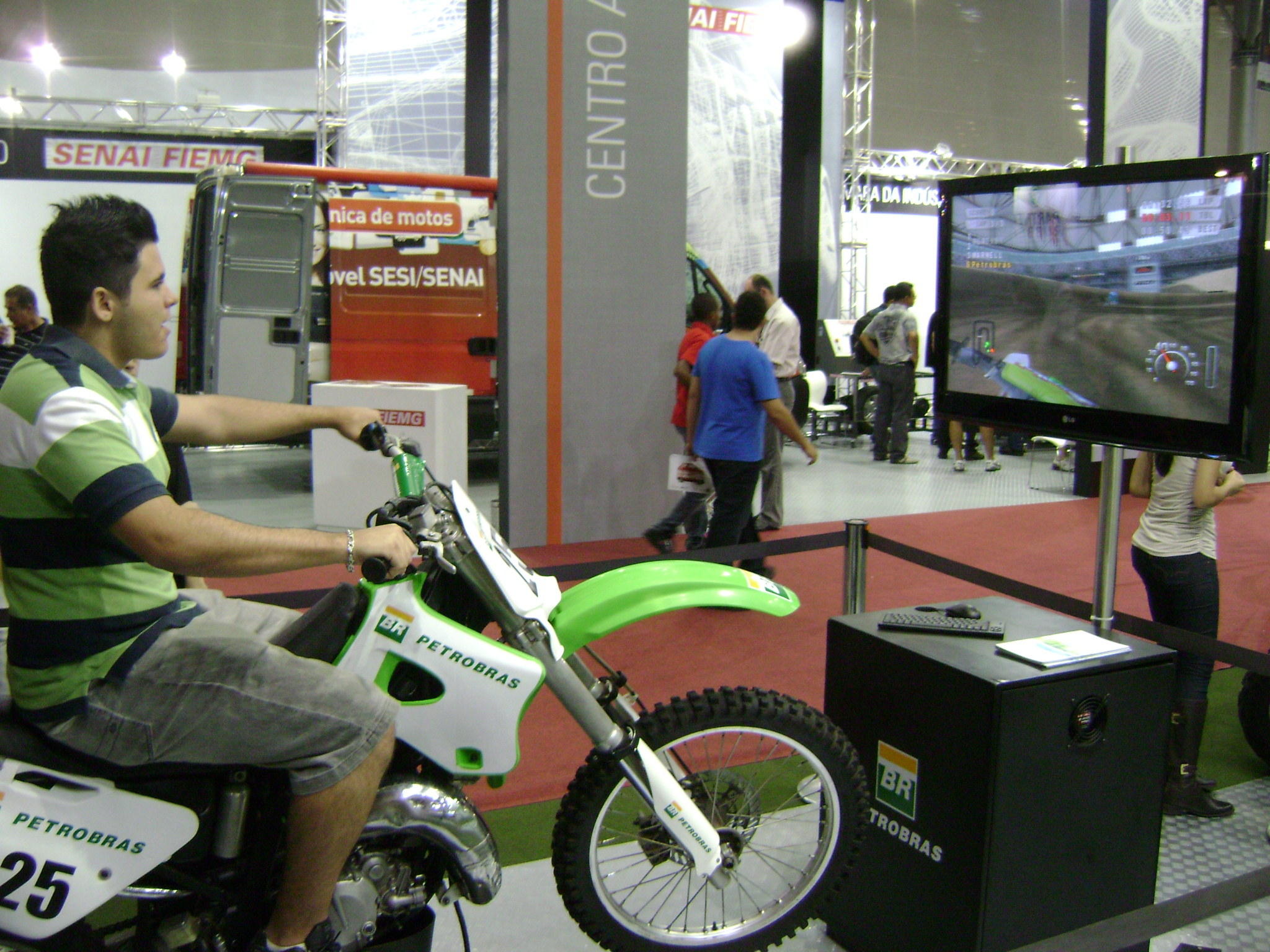
Simulador de motocicleta na Bienal do Automóvel, no Expominas, em Belo Horizonte.

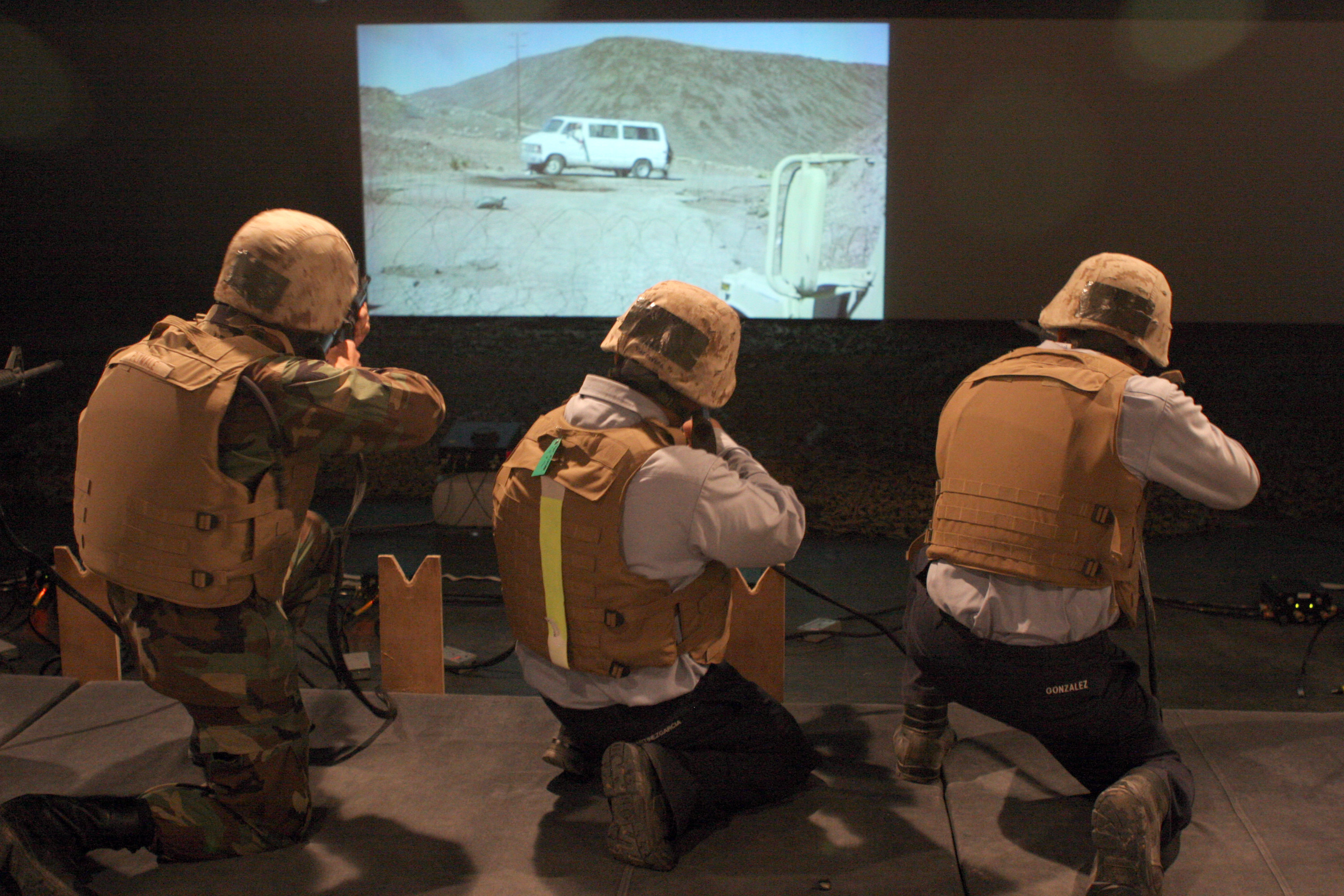
Exemplo de simulador de confronto armado.

- Simulador de Direção/Condução: (Exemplo: City Car Driving)
- Simulador Agrícola (Exemplo: Farming Simulator)
- Simulador de Guindaste
- Simulador Médico
- Simulador de navegação astronômica
- Simulador de ações solidárias: (Exemplos: Food Force)
- Simulador de voo: (Exemplos: FlightGear, Microsoft Flight Simulator, X-Plane)
- Simulador de voo de guerra: (Exemplo: DCS World)
- Simulador de espaçonave
- Simulador de estação
- Simulador de pesquisa astronômica
- Simulador de guerra: (Exemplos: Medal of Honor, Battlefield, Brothers in Arms)
- Simulador de arqueologia
- Simulador de tiro: (Exemplo: Arma 3)
- Simulador de policia
- Simulador de terrorismo: (Exemplo: Counter-Strike)
- Simulador de agência secreta
- Simulador de combate à Máfia
- Simulador de navio: (Exemplos: Ship Simulator, Cruiseship Tycoon)
- Simulador de navio-guerra: (Exemplo: Battlestations)
- Simulador de submarino: (Exemplo: Silent Hunter 4)
- Simulador de aquário: (Exemplo: Seaman)
- Simulador de evolução dos seres vivos: (Exemplo: Spore)
- Simulador de planetário: (Exemplo: Universe Sandbox ²)
- Simulador de safari
- Simulador de corrida: (Exemplos: iRacing, rFactor)
- Simulador de investimentos
- Simulador de motocross
- Simulador de bicicross
- Simulador de jet-ski
- Simulador de caminhão: (Exemplos: Euro Truck Simulator, Euro Truck Simulator 2)
- Simulador de ônibus: (Exemplo: OMSI)
- Simulador de cidades: (Exemplo: Sim City)
- Simulador de parques temáticos: (Exemplo: Roller Coaster Tycoon)
- Simulador de zoológico: (Exemplo: Zoo Tycoon)
- Simulador de aeroporto: (Exemplo: Airport Tycoon)
- Simulador de vida: (Exemplos: The Sims, Second Life)
- Simulador de trens: (Exemplo: Microsoft Train Simulator)
- Simulador de futebol: (Exemplos: Pro Evolution Soccer, FIFA 21)
- Simulador de esportes: (Exemplo: Wii Sports)
- Simulador biológico
- Simulador histórico (Exemplo: Civilization VI)
- Simulador veterinário